# تپه فرارت
تپه فرارت مربوط به دوره قاجار است و در شهرستان تهران، روستای فرارت واقع شده و این اثر در تاریخ ۲۵ اسفند ۱۳۷۹ با شمارهٔ ثبت ۳۱۰۸ به‌عنوان یکی از آثار ملی ایران به ثبت رسیده است.